# Challenger Series - New Haven
Le Challenger Series - New Haven, note come Oracle Challenger Series - New Haven per motivi di sponsorizzazione, sono state un torneo professionistico di tennis giocato sul cemento, che faceva parte della categoria WTA 125 femminile e dell'ATP Challenger Tour maschile. Si è giocata la sola edizione del 2019 allo Yale Tennis Center di New Haven negli Stati Uniti. L'edizione del 2020 non si è disputata a causa della pandemia di COVID-19.

## Albo d'oro

### Singolare maschile
| Anno | Campione                              | Finalista                             | Punteggio                             |
| ---- | ------------------------------------- | ------------------------------------- | ------------------------------------- |
| 2020 | Annullato per pandemia di Coronavirus | Annullato per pandemia di Coronavirus | Annullato per pandemia di Coronavirus |
| 2019 | Tommy Paul                            | Marcos Giron                          | 6–3, 6–3                              |

### Doppio maschile
| Anno | Campioni                              | Finalisti                             | Punteggio                             |
| ---- | ------------------------------------- | ------------------------------------- | ------------------------------------- |
| 2020 | Annullato per pandemia di Coronavirus | Annullato per pandemia di Coronavirus | Annullato per pandemia di Coronavirus |
| 2019 | Robert Galloway Nathaniel Lammons     | Sander Gillé Joran Vliegen            | 7–5, 6–4                              |

### Singolare femminile
| Anno | Categoria                             | Campionessa                           | Finalista                             | Punteggio                             |
| ---- | ------------------------------------- | ------------------------------------- | ------------------------------------- | ------------------------------------- |
| 2019 | WTA 125                               | Anna Blinkova                         | Usue Maitane Arconada                 | 6–4, 6–2                              |
| 2020 | Annullato per pandemia di Coronavirus | Annullato per pandemia di Coronavirus | Annullato per pandemia di Coronavirus | Annullato per pandemia di Coronavirus |

### Doppio femminile
| Anno | Categoria                             | Campionesse                           | Finaliste                             | Punteggio                             |
| ---- | ------------------------------------- | ------------------------------------- | ------------------------------------- | ------------------------------------- |
| 2019 | WTA 125                               | Anna Blinkova Oksana Kalašnikova      | Usue Maitane Arconada Jamie Loeb      | 6–2, 4–6, [10–4]                      |
| 2020 | Annullato per pandemia di Coronavirus | Annullato per pandemia di Coronavirus | Annullato per pandemia di Coronavirus | Annullato per pandemia di Coronavirus |